# UGC 8331
UGC 8331 é uma galáxia irregular localizada na constelação de Canes Venatici. É um membro do grupo de galáxias M51 e mede aproximadamente 5 x 1,5 kiloparsecs (16.000 x 5.000 anos-luz). A estrutura em larga escala da galáxia é muito desorganizada e tem dois aglomerados de estrelas, na sua parte exterior, em adição ao aglomerado no centro. Estes aglomerados tornam praticamente impossível determinar a curva de rotação da galáxia e contribui para uma grande variação na distância em que os valores são obtidos com diferentes métodos. A distância exata até a galáxia não é conhecida, embora um papel de 1998 tem a distância estimada em 8,23 megaparsecs.